# Serra de Castellnou
La Serra de Castellnou és una serra del terme municipal de la Torre de Cabdella, al límit amb el de Sarroca de Bellera (antic terme de Benés, de l'Alta Ribagorça) a la comarca del Pallars Jussà. Al seu extrem meridional hi ha el Tossal de Tuiro.
Aquesta serra és la continuació cap al sud-oest de la Serra de la Pala, i delimita pel costat de llevant el cap de vall on es troben els pobles de Castellnou d'Avellanos, Castellvell de Bellera, Avellanos i, més cap a ponent, Vilancòs.

## Etimologia
Pren el nom del poble de Castellnou d'Avellanos, que es troba als seus peus.